# Fundacja Viva!
Fundacja Viva! Akcja dla zwierząt (ang. Vegetarians International Voice for Animals, międzynarodowy głos wegetarian w sprawie zwierząt) – założona w 1994 przez Juliet Gellatley międzynarodowa organizacja zajmująca się ochroną praw zwierząt, promocją zdrowego stylu życia i żywienia.

## Fundacja
Viva! prowadzi następujące kampanie:
- „Nie w moim imieniu” – przeciw wywozowi i zabijaniu polskich koni na mięso;
- „Kwik rozpaczy” oraz „Chów przemysłowy śmierdzi” – przeciw chowowi przemysłowemu;
- „Stop rzezi fok” – przeciw polowaniu na młode foki w Kanadzie i importowi foczych skór i futer do Polski;
- „Wybierz Miśka” – promującą adopcję zwierząt ze schronisk oraz sterylizację i kastrację jako metody zapobiegania ich bezdomności;
- „Krwawe święta” – przeciwko niehumanitarnemu traktowaniu karpi w okresie przedświątecznym;
- „Antyfutro” – przeciw futrom naturalnym.

Fundacja co roku organizuje akcje: Dzień bez Futra, Ogólnopolski Tydzień Wegetarianizmu, Międzynarodowy Dzień Wegetarianizmu czy Dzień Ryby. Przez akcje informacyjne, kontakt z mediami, patronaty nad imprezami i festiwalami, pikiety działacze starają się wpłynąć na poprawę losu zwierząt w Polsce i świadomość konsumentów. Viva! działa w Polsce poprzez ok. 25 grup lokalnych.
Od 2006r posiada status organizacji pożytku publicznego (OPP).
W 2015 r. zysk netto fundacji wyniósł prawie 3,5 miliona złotych.

## Kontrowersje
W 2008 roku, fundacja była obiektem kontrowersji w związku ze sposobem wykorzystania materiałów filmowych Fundacji Viva! w reportażu wyemitowanym przez TVP w programie Tomasz Lis na Żywo.
W 2014 roku kontrola wojewody mazowieckiego oceniła pozytywnie działalność organizacji, jednak wykazała uchybienia w sprawozdaniu finansowym i nieprawidłowości w sprawozdaniu merytorycznym fundacji.
W 2015 roku lekarz weterynarii zatrudniona przez fundację VIVA! stwierdziła stan koni nad Morskim Okiem dużo lepszy niż ten, który fundacja przedstawia w środkach masowego przekazu.